# Rot-Weiss Essen 2004-2005
Questa voce raccoglie le informazioni riguardanti il Rot-Weiss Essen nelle competizioni ufficiali della stagione 2004-2005.

## Stagione
Nella stagione 2004-2005 il Rot Weiss Essen, allenato da Jürgen Gelsdorf e Uwe Neuhaus, concluse il campionato di 2. Bundesliga al 17º posto e retrocesse in Regionalliga. In Coppa di Germania il Rot Weiss Essen fu eliminato al primo turno dall'Alemannia Aquisgrana.

## Rosa
| N. |                     | Ruolo | Calciatore       |
| -- | ------------------- | ----- | ---------------- |
| 1  | Germania (bandiera) | P     | Rene Renno       |
| 3  | Germania (bandiera) | D     | Hilko Ristau     |
| 4  | Germania (bandiera) | C     | Sandro Schwarz   |
| 5  | Brasile (bandiera)  | D     | Nascimento       |
| 6  | Germania (bandiera) | D     | Ronny Ernst      |
| 7  | Germania (bandiera) | C     | Marcus Wedau     |
| 8  | Germania (bandiera) | C     | Stefan Hoffmann  |
| 9  | Germania (bandiera) | A     | Sebastian Schoof |
| 10 | Brasile (bandiera)  | A     | Daniel Teixeira  |
| 11 | Germania (bandiera) | C     | Sven Lintjens    |
| 13 | Germania (bandiera) | C     | Silvio Pätz      |
| 14 | Germania (bandiera) | C     | Enrico Gaede     |
| 15 | Germania (bandiera) | D     | Philipp Haastrup |
| 16 | Germania (bandiera) | D     | Marko Kück       |
| 17 | Germania (bandiera) | C     | Ali Bilgin       |

| N. |                        | Ruolo | Calciatore           |
| -- | ---------------------- | ----- | -------------------- |
| 18 | Danimarca (bandiera)   | A     | Peter Foldgast       |
| 19 | Danimarca (bandiera)   | C     | Bjarne Goldbæk       |
| 20 | Turchia (bandiera)     | C     | Ramazan Yildirim     |
| 21 | Paesi Bassi (bandiera) | A     | Erwin Koen           |
| 22 | Polonia (bandiera)     | D     | Radosław Kałużny     |
| 23 | Brasile (bandiera)     | D     | Sidney               |
| 24 | Svezia (bandiera)      | D     | Markus Karlsson      |
| 25 | Camerun (bandiera)     | A     | Francis Kioyo        |
| 26 | Danimarca (bandiera)   | D     | Lennart Lynge Larsen |
| 27 | Scozia (bandiera)      | A     | Ryan Thomson         |
| 29 | Turchia (bandiera)     | A     | Serkan Çalık         |
| 31 | Germania (bandiera)    | D     | Benjamin Venekamp    |
| 32 | Germania (bandiera)    | A     | Philipp Kreuels      |
| 33 | Germania (bandiera)    | P     | Robert Wulnikowski   |

## Organigramma societario
Area tecnica
- Allenatore: Uwe Neuhaus
- Allenatore in seconda:
- Preparatore dei portieri:
- Preparatori atletici: Thomas Zetzmann

## Calciomercato

### Sessione estiva
| Acquisti | Acquisti                   | Acquisti                   | Acquisti |
| R.       | Nome                       | da                         | Modalità |
| -------- | -------------------------- | -------------------------- | -------- |
| A        | Francis Kioyo              | Monaco 1860                |          |
| A        | Daniel Teixeira            | Holstein Kiel              |          |
| A        | Peter Foldgast             | Brøndby                    |          |
| C        | Stefan Hoffmann            | Borussia Dortmund          |          |
| A        | Philipp Kreuels            | Rot-Weiss Essen (juniores) |          |
| D        | Vivaldo Nascimento Barreto | Eintracht Francoforte      |          |
| C        | Silvio Pätz                | Union Berlino              |          |
| C        | Sandro Schwarz             | Magonza                    |          |
| D        | Sidney Santos de Brito     | Osnabrück                  |          |
| A        | Ryan Thomson               | Hajduk Spalato             |          |
| D        | Benjamin Venekamp          | Rot-Weiss Essen (juniores) |          |
| D        | André Wiwerink             | Kleve                      |          |
| P        | Robert Wulnikowski         | Union Berlino              |          |

| Cessioni | Cessioni           | Cessioni              | Cessioni |
| R.       | Nome               | da                    | Modalità |
| -------- | ------------------ | --------------------- | -------- |
| D        | Heiko Bonan        | Gütersloh             |          |
| D        | Spase Dilevski     | Tottenham             |          |
| C        | Remco Heerkens     | Dordrecht             |          |
| P        | Sascha Kirschstein | Amburgo               |          |
| C        | Benjamin Köhler    | Eintracht Francoforte |          |
| C        | Stephan Nachtigall | Wuppertal             |          |
| D        | Manuel Schulitz    | Schwarz-Weiß Essen    |          |
| C        | Torben Tutas       | Holstein Kiel         |          |
| A        | Dirk van der Ven   | Gütersloh             |          |
| D        | Benjamin Weigelt   | Magonza               |          |
| A        | Sascha Wolf        | Schwarz-Weiß Essen    |          |

### Sessione invernale
| Acquisti | Acquisti             | Acquisti            | Acquisti |
| R.       | Nome                 | da                  | Modalità |
| -------- | -------------------- | ------------------- | -------- |
| D        | Lennart Lynge Larsen | Viborg              |          |
| C        | Enrico Gaede         | Borussia M'gladbach |          |
| D        | Radosław Kałużny     | Bayer Leverkusen    |          |

| Cessioni | Cessioni       | Cessioni  | Cessioni |
| R.       | Nome           | da        | Modalità |
| -------- | -------------- | --------- | -------- |
| D        | André Wiwerink | Wuppertal |          |

## Risultati

### 2. Bundesliga

#### Girone di andata
| Arbitro: | Kemmling |

|              |           |                                                       |
| Foldgast 55’ | Marcatori | 22’, 43’ Curri 32’ Trehkopf 36’ Helbig 89’ Toppmöller |

| Arbitro: | Brych |

|          |           |            |
| Reis 72’ | Marcatori | 8’ Goldbæk |

| Essen 27 agosto 2004, ore 19:00 CEST 3ª giornata | Rot-Weiss Essen | 0 – 0 referto | Rot-Weiß Erfurt | Georg-Melches-Stadion (11 060 spett.)\| Arbitro: \| Hoyzer \| |
| Arbitro:                                         | Hoyzer          |               |                 |                                                               |

| Arbitro: | Schmidt |

|              |           |  |
| Ahanfouf 71’ | Marcatori |  |

| Arbitro: | Frank |

|                                         |           |                        |
| Foldgast 12’, 54’ Kück 79’ Yildirim 90’ | Marcatori | 47’ Mokhtari 62’ Thurk |

| Arbitro: | Lupp |

|                               |           |                                 |
| Kazior 15’ Reisinger 35’, 51’ | Marcatori | 44’ (aut.) Schmidt 90’ Teixeira |

| Arbitro: | Perl |

|                                       |           |                                        |
| Bilgin 7’, 35’ Foldgast 58’ Wedau 74’ | Marcatori | 5’ Lexa 26’ Köhler 71’ Meier 90’ Lenze |

| Arbitro: | Schalk |

|                                |           |          |
| Freis 16’, 17’, 52’ Dundee 55’ | Marcatori | 6’ Kioyo |

| Arbitro: | Gräfe |

|                                |           |                          |
| Yildirim 27’ Bilgin 65’ (rig.) | Marcatori | 88’ (rig.), 90’ Podolski |

| Arbitro: | Anklam |

|             |           |  |
| Kennedy 33’ | Marcatori |  |

| Arbitro: | Fleischer |

|                               |           |  |
| Kioyo 33’ Teixeira 52’ (rig.) | Marcatori |  |

| Arbitro: | Merk |

|           |           |           |
| Baciu 50’ | Marcatori | 56’ Kioyo |

| Arbitro: | Gagelmann |

|              |           |           |
| Michalke 34’ | Marcatori | 47’ Kioyo |

| Essen 24 novembre 2004, ore 18:30 CET 14ª giornata | Rot-Weiss Essen | 0 – 0 referto | Monaco 1860 | Georg-Melches-Stadion (13 400 spett.)\| Arbitro: \| Pickel \| |
| Arbitro:                                           | Pickel          |               |             |                                                               |

| Arbitro: | Henschel |

|                                  |           |                           |
| Feinbier 42’, 57’ Westermann 87’ | Marcatori | 70’ Schoof 83’ Nascimento |

| Arbitro: | Grudzinski |

|            |           |  |
| Schoof 79’ | Marcatori |  |

| Arbitro: | Schößling |

|                                     |           |  |
| Copado 2’, 8’ (rig.), 50’ Adzic 16’ | Marcatori |  |

#### Girone di ritorno
| Arbitro: | Albrecht |

|            |           |           |
| Helbig 82’ | Marcatori | 55’ Kioyo |

| Arbitro: | Meyer |

|                            |           |                          |
| Koch 13’ (aut.) Bilgin 86’ | Marcatori | 1’ Patschinski 54’ Marić |

| Arbitro: | Schalk |

|             |           |           |
| Dworrak 47’ | Marcatori | 84’ Kioyo |

| Arbitro: | Wagner |

|              |           |  |
| Lintjens 78’ | Marcatori |  |

| Cottbus 18 febbraio 2005, ore 19:00 CET 22ª giornata | Energie Cottbus | 0 – 0 referto | Rot-Weiss Essen | Stadion der Freundschaft (9 250 spett.)\| Arbitro: \| Sippel \| |
| Arbitro:                                             | Sippel          |               |                 |                                                                 |

| Arbitro: | Henschel |

|            |           |                           |
| Ristau 36’ | Marcatori | 51’ Reisinger 55’ Vuković |

| Arbitro: | Kempter |

|                   |           |  |
| Goldbæk 4’ (aut.) | Marcatori |  |

| Arbitro: | Gagelmann |

|                     |           |            |
| Koen 28’ Ristau 45’ | Marcatori | 20’ Männer |

| Colonia; 20 marzo 2005, ore 15:00 CET 26ª giornata | Colonia | 0 – 0 referto | Rot-Weiss Essen | RheinEnergieStadion (46 500 spett.)\| Arbitro: \| Perl \| |
| Arbitro:                                           | Perl    |               |                 |                                                           |

| Arbitro: | Schriever |

|                         |           |            |
| Kałużny 35’ Goldbæk 43’ | Marcatori | 88’ Langen |

| Saarbrücken 8 aprile 2005, ore 19:00 CEST 28ª giornata | Saarbrücken | 0 – 0 referto | Rot-Weiss Essen | Ludwigsparkstadion (7 200 spett.)\| Arbitro: \| Kircher \| |
| Arbitro:                                               | Kircher     |               |                 |                                                            |

| Arbitro: | Weiner |

|               |           |                     |
| Koen 26’, 28’ | Marcatori | 84’ Keïta 90’ Baciu |

| Arbitro: | Frank |

|  |           |                             |
|  | Marcatori | 9’ (aut.) Haastrup 60’ Noll |

| Monaco di Baviera 1º maggio 2005, ore 15:00 CEST 31ª giornata | Monaco 1860 | 0 – 0 referto | Rot-Weiss Essen | Stadion an der Grünwalder Straße (15 000 spett.)\| Arbitro: \| Merk \| |
| Arbitro:                                                      | Merk        |               |                 |                                                                        |

| Arbitro: | Schmidt |

|  |           |                     |
|  | Marcatori | 82’ Timm 84’ Rösler |

| Arbitro: | Fleischer |

|                        |           |          |
| Svitlica 48’, 76’, 86’ | Marcatori | 38’ Koen |

| Arbitro: | Scheppe |

|  |           |           |
|  | Marcatori | 81’ Barut |

### Coppa di Germania
| Arbitro: | Fleischer |

|  |           |                         |
|  | Marcatori | 5’ Scharping 68’ Meijer |

## Statistiche

### Statistiche di squadra
| Competizione      | Punti | In casa | In casa | In casa | In casa | In casa | In casa | In trasferta | In trasferta | In trasferta | In trasferta | In trasferta | In trasferta | Totale | Totale | Totale | Totale | Totale | Totale | DR  |
| Competizione      | Punti | G       | V       | N       | P       | Gf      | Gs      | G            | V            | N            | P            | Gf           | Gs           | G      | V      | N      | P      | Gf     | Gs     | DR  |
| ----------------- | ----- | ------- | ------- | ------- | ------- | ------- | ------- | ------------ | ------------ | ------------ | ------------ | ------------ | ------------ | ------ | ------ | ------ | ------ | ------ | ------ | --- |
| 2. Bundesliga     | 33    | 17      | 6       | 6       | 5       | 24      | 26      | 17           | 0            | 9            | 8            | 11           | 25           | 34     | 6      | 15     | 13     | 35     | 51     | -16 |
| Coppa di Germania | -     | 1       | 0       | 0       | 1       | 0       | 2       | 0            | 0            | 0            | 0            | 0            | 0            | 1      | 0      | 0      | 1      | 0      | 2      | -2  |
| Totale            | 33    | 18      | 6       | 6       | 6       | 24      | 28      | 17           | 0            | 9            | 8            | 11           | 25           | 35     | 6      | 15     | 14     | 35     | 53     | -18 |

### Andamento in campionato
| Giornata  | 1  | 2  | 3  | 4  | 5  | 6  | 7  | 8  | 9  | 10 | 11 | 12 | 13 | 14 | 15 | 16 | 17 | 18 | 19 | 20 | 21 | 22 | 23 | 24 | 25 | 26 | 27 | 28 | 29 | 30 | 31 | 32 | 33 | 34 |
| --------- | -- | -- | -- | -- | -- | -- | -- | -- | -- | -- | -- | -- | -- | -- | -- | -- | -- | -- | -- | -- | -- | -- | -- | -- | -- | -- | -- | -- | -- | -- | -- | -- | -- | -- |
| Luogo     | C  | T  | C  | T  | C  | T  | C  | T  | C  | T  | C  | T  | T  | C  | T  | C  | T  | T  | C  | T  | C  | T  | C  | T  | C  | T  | C  | T  | C  | C  | T  | C  | T  | C  |
| Risultato | P  | N  | N  | P  | V  | P  | N  | P  | N  | P  | V  | N  | N  | N  | P  | V  | P  | N  | N  | N  | V  | N  | P  | P  | V  | N  | V  | N  | N  | P  | N  | P  | P  | P  |
| Posizione | 18 | 17 | 15 | 17 | 13 | 14 | 15 | 17 | 16 | 18 | 16 | 15 | 16 | 17 | 18 | 16 | 18 | 18 | 17 | 17 | 15 | 14 | 15 | 15 | 15 | 15 | 15 | 15 | 15 | 15 | 15 | 16 | 16 | 17 |

Legenda:

Luogo: C = Casa; T = Trasferta. Risultato: V = Vittoria; N = Pareggio; P = Sconfitta.

### Statistiche dei giocatori
| Giocatore      | 2. Bundesliga | 2. Bundesliga | 2. Bundesliga | 2. Bundesliga | Coppa di Germania | Coppa di Germania | Coppa di Germania | Coppa di Germania | Totale   | Totale | Totale      | Totale     |
| Giocatore      | Presenze      | Reti          | Ammonizioni   | Espulsioni    | Presenze          | Reti              | Ammonizioni       | Espulsioni        | Presenze | Reti   | Ammonizioni | Espulsioni |
| -------------- | ------------- | ------------- | ------------- | ------------- | ----------------- | ----------------- | ----------------- | ----------------- | -------- | ------ | ----------- | ---------- |
| A. Bilgin      | 24            | 4             | 1             | 0             | 1                 | 0                 | 0                 | 0                 | 25       | 4      | 1           | 0          |
| R. Ernst       | 19            | 0             | 2             | 0             | 0                 | 0                 | 0                 | 0                 | 19       | 0      | 2           | 0          |
| P. Foldgast    | 17            | 4             | 2             | 0             | 0                 | 0                 | 0                 | 0                 | 17       | 4      | 2           | 0          |
| E. Gaede       | 9             | 0             | 2             | 0             | 0                 | 0                 | 0                 | 0                 | 9        | 0      | 2           | 0          |
| B. Goldbæk     | 31            | 2             | 4             | 0             | 1                 | 0                 | 0                 | 0                 | 32       | 2      | 4           | 0          |
| P. Haastrup    | 30            | 0             | 2             | 0             | 1                 | 0                 | 0                 | 0                 | 31       | 0      | 2           | 0          |
| S. Hoffmann    | 3             | 0             | 0             | 0             | 0                 | 0                 | 0                 | 0                 | 3        | 0      | 0           | 0          |
| M. Karlsson    | 9             | 0             | 2             | 1             | 0                 | 0                 | 0                 | 0                 | 9        | 0      | 2           | 1          |
| R. Kałużny     | 14            | 1             | 4             | 1             | 0                 | 0                 | 0                 | 0                 | 14       | 1      | 4           | 1          |
| F. Kioyo       | 27            | 6             | 4             | 0             | 0                 | 0                 | 0                 | 0                 | 27       | 6      | 4           | 0          |
| E. Koen        | 23            | 4             | 6             | 2             | 1                 | 0                 | 0                 | 0                 | 24       | 4      | 6           | 2          |
| P. Kreuels     | 0             | 0             | 0             | 0             | 0                 | 0                 | 0                 | 0                 | 0        | 0      | 0           | 0          |
| M. Kück        | 19            | 1             | 1             | 0             | 1                 | 0                 | 0                 | 0                 | 20       | 1      | 1           | 0          |
| L. Larsen      | 10            | 0             | 3             | 0             | 0                 | 0                 | 0                 | 0                 | 10       | 0      | 3           | 0          |
| S. Lintjens    | 26            | 1             | 7             | 0             | 1                 | 0                 | 0                 | 0                 | 27       | 1      | 7           | 0          |
| N. Nascimento  | 14            | 1             | 4             | 1             | 1                 | 0                 | 1                 | 0                 | 15       | 1      | 5           | 1          |
| S. Pätz        | 2             | 0             | 0             | 0             | 0                 | 0                 | 0                 | 0                 | 2        | 0      | 0           | 0          |
| R. Renno       | 32            | 0             | 1             | 0             | 0                 | 0                 | 0                 | 0                 | 32       | 0      | 1           | 0          |
| H. Ristau      | 31            | 2             | 1             | 0             | 1                 | 0                 | 0                 | 0                 | 32       | 2      | 1           | 0          |
| S. Schoof      | 18            | 2             | 4             | 0             | 1                 | 0                 | 1                 | 0                 | 19       | 2      | 5           | 0          |
| S. Schwarz     | 16            | 0             | 3             | 0             | 1                 | 0                 | 0                 | 0                 | 17       | 0      | 3           | 0          |
| S. Sidney      | 23            | 0             | 3             | 2             | 1                 | 0                 | 0                 | 0                 | 24       | 0      | 3           | 2          |
| D. Teixeira    | 13            | 2             | 4             | 0             | 1                 | 0                 | 0                 | 0                 | 14       | 2      | 4           | 0          |
| R. Thomson     | 1             | 0             | 0             | 0             | 0                 | 0                 | 0                 | 0                 | 1        | 0      | 0           | 0          |
| B. Venekamp    | 0             | 0             | 0             | 0             | 0                 | 0                 | 0                 | 0                 | 0        | 0      | 0           | 0          |
| M. Wedau       | 17            | 1             | 4             | 0             | 0                 | 0                 | 0                 | 0                 | 17       | 1      | 4           | 0          |
| A. Wiwerink    | 2             | 0             | 0             | 0             | 0                 | 0                 | 0                 | 0                 | 2        | 0      | 0           | 0          |
| R. Wulnikowski | 2             | 0             | 0             | 0             | 1                 | 0                 | 0                 | 0                 | 3        | 0      | 0           | 0          |
| R. Yildirim    | 29            | 2             | 3             | 0             | 1                 | 0                 | 0                 | 0                 | 30       | 2      | 3           | 0          |
| S. Çalık       | 3             | 0             | 0             | 0             | 0                 | 0                 | 0                 | 0                 | 3        | 0      | 0           | 0          |